# أنجيلا جونسون (ممثلة)
أنجيلا جونسون (بالهندية: एंजेला जोंसन؛ بالإنجليزية: Angela Jonsson) هي عارضة وممثلة هندية، ولدت في 28 فبراير 1990 في تشيناي في الهند.

## وصلات خارجية
- الموقع الرسمي